# 巴克莱 (唱片公司)
巴克莱唱片（英語：Barclay Records）是法国环球音乐集团旗下的唱片公司，最初于1953年由埃迪·巴克莱公司所有。
埃迪是一名乐队领队、钢琴家、制作人和夜总会老板。他与妻子兼歌手妮可 (Nicole) 创办了一家唱片公司。该公司出版了斯特凡·格拉佩利、莱诺·汉普顿和罗达·斯科特等人的作品。1978年，他将40%的股份卖给了宝丽金唱片公司。唱片公司的爵士乐发行于1983年停止。